# Dřípatka
Dřípatka (Soldanella) je rod nízkých modrofialových nebo narůžovělých, víceletých rostlin z čeledi prvosenkovitých. Rod dřípatka je jedním ze 27 evropských endemických rodů a je tvořen asi 15 bylinnými druhy.

## Výskyt
Tyto horské rostliny se vyskytují v evropských pohořích a jejích podhůřích. Rostou v Pyrenejích, Apeninách, Alpách, v Karpatech (včetně Tater) a balkánských pohořích. V České republice roste jediný druh dřípatka horská, kterou lze jako alpského migranta spatřit v jihočeských horách (Šumava a Novohradské hory) a vzácněji v Brdech a na Českomoravské vrchovině.
Vyrůstají na mokrých loukách a skalnatých pastvinách, na vlhkých místech v lesích nebo nedaleko horských potoků, obvykle na půdě kyselé a dostatečně zásobené humusem. Často se objevují na zastíněných místech, kde dlouho přetrvávají sněhové návěje. Tyto oreofyty se obvykle vyskytují v nadmořské výšce od 500 do 3000 m.

## Popis
Vytrvalá, stálezelená bylina s vejčitými listy a jedním nebo více jednoduchými, přímými nebo vystoupavým stvoly vysokými 10 až 40 cm, které rostou z nevelkého oddenku. Listy se zelenými, hluboce srdčitými čepelemi mají řapíky zelené, načervenalé nebo nafialovělé. Stvoly a řapíky jsou porostlé, stejně jako květní stopky, různými typy žláznatých chlupů o rozličných délkách, které jdou důležitým morfologickým rozlišovacím znakem u jednotlivých druhů.
Na vrcholu stvolu vyrůstá z paždí listenů tři až devět květů na dlouhých stopkách, které jsou během kvetení převislé a za plodu se napřimují. Pět kališních lístků je poměrně malých a čárkovitých. Stejný počet lístku zvonkovité koruny bývá fialových, růžových nebo vzácně i bílých, její lístky jsou různě hluboko a pravidelně či nepravidelně dělené. Pět tyčinek má fialová vlákna, jejich prašníky jsou žluté či fialové. Čnělka nesoucí bliznu bývá stejně dlouhá jako koruna. Květy opyluje hmyz hledající nektar. Plody jsou 10 až 15 mm dlouhé tobolky otevírajících se víčkem. Obsahují drobná semena rozptylována větrem.

## Galerie

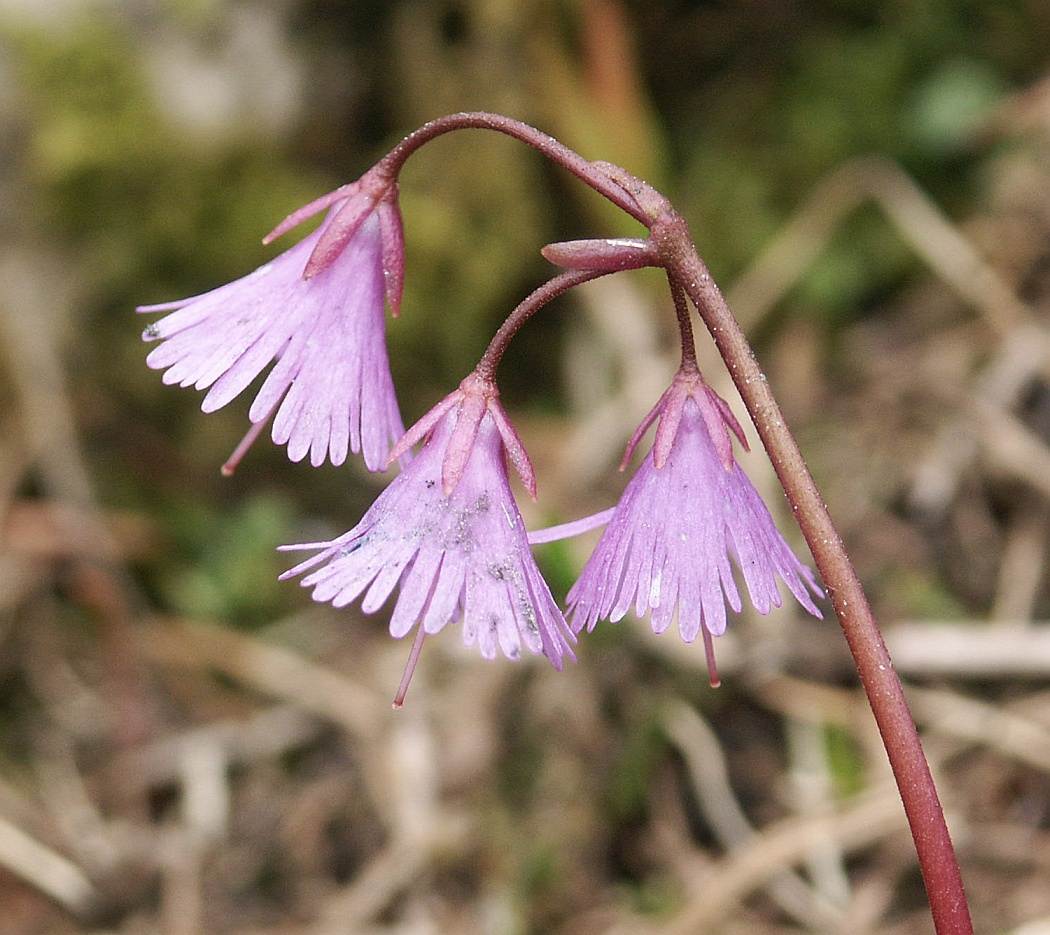
Dřípatka alpská
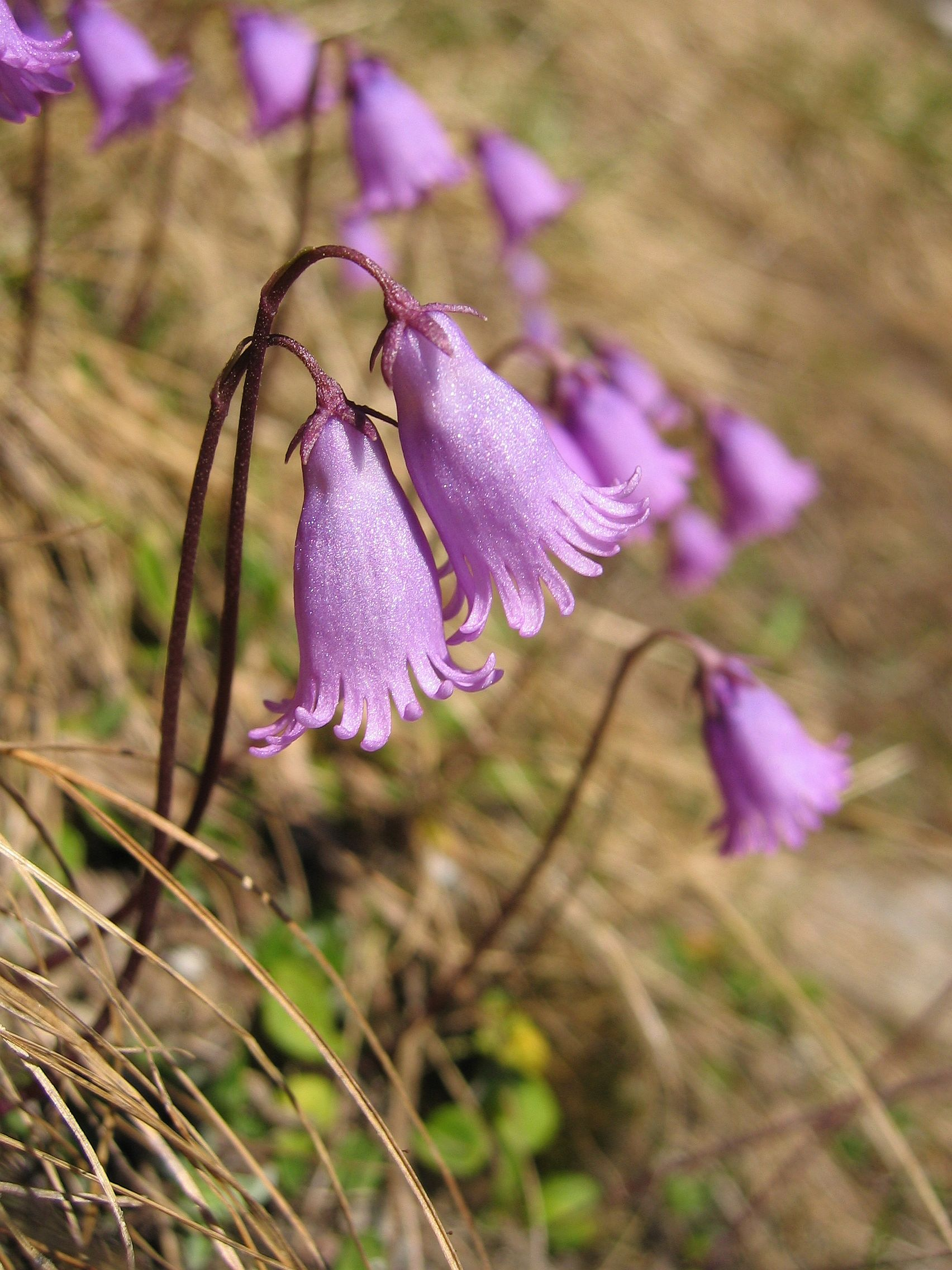
Dřípatka nizoučká
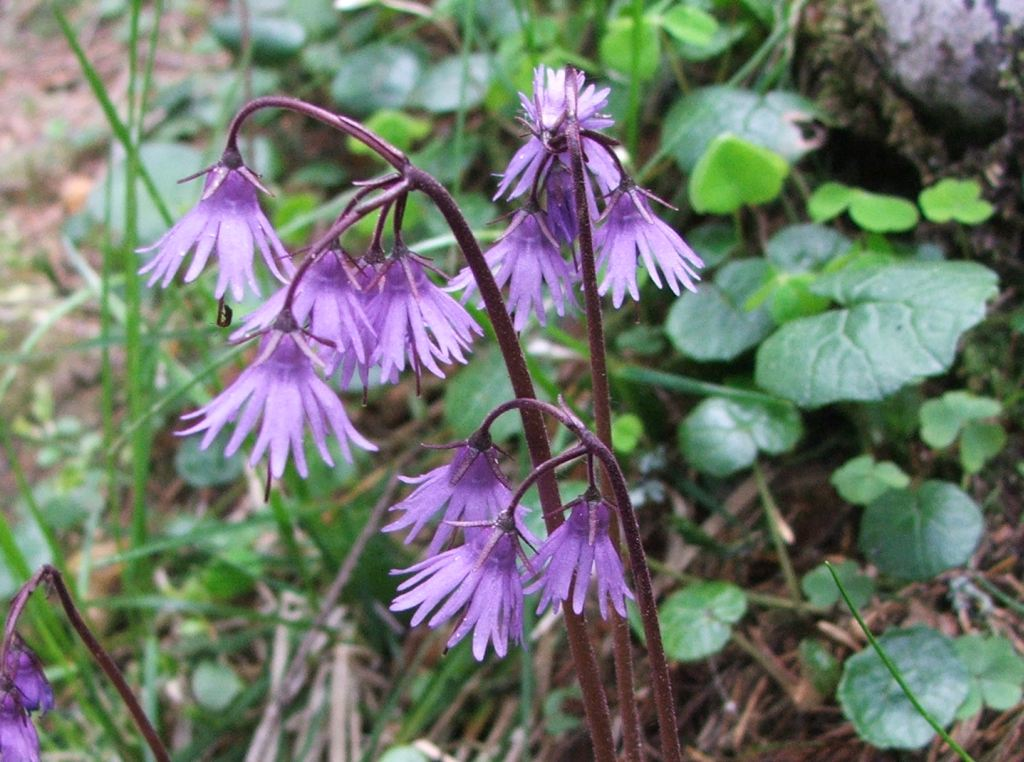
Dřípatka karpatská
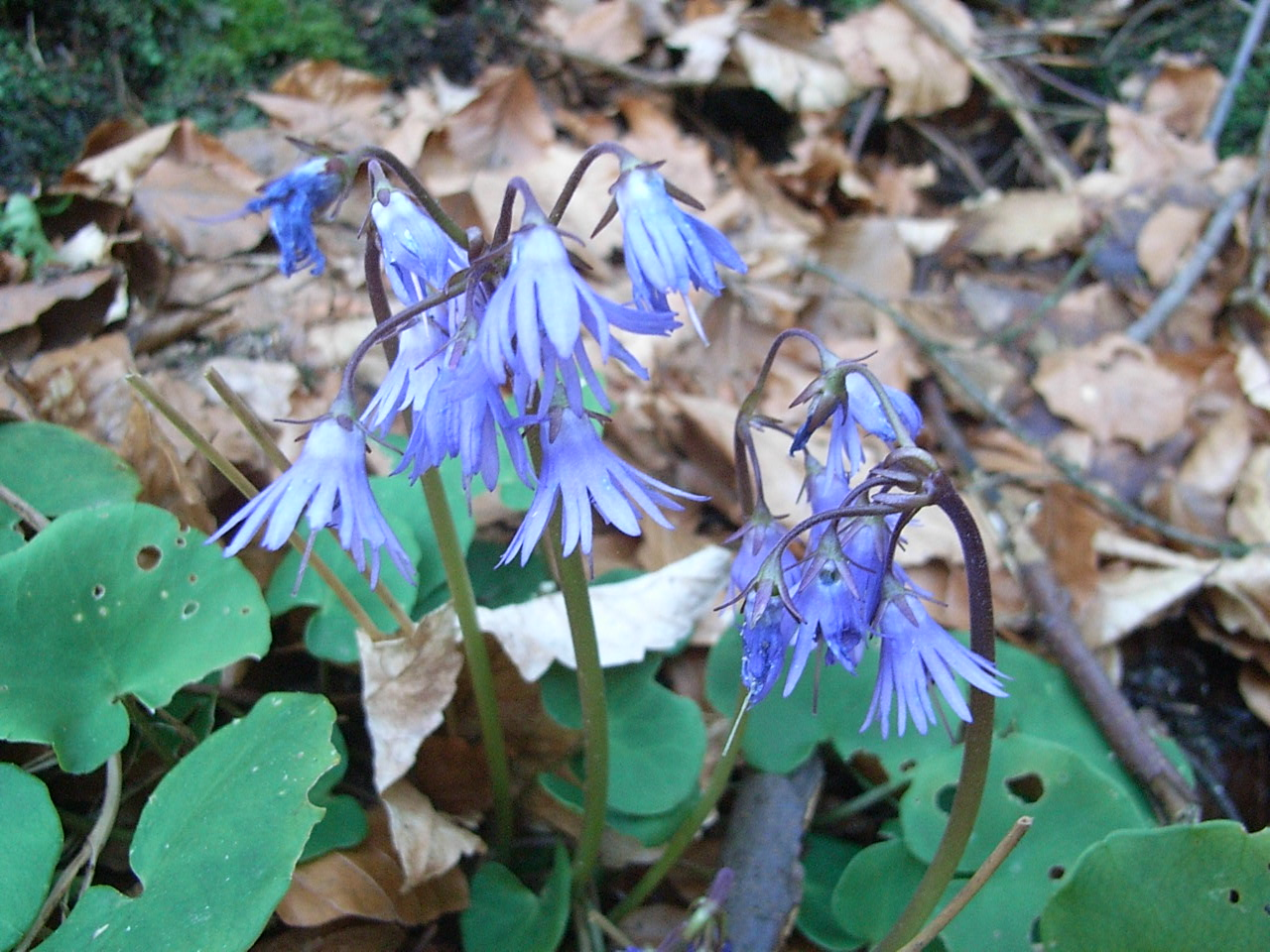
Dřípatka horská